# Uza
För andra betydelser, se Uza (olika betydelser).
Uza är en kommun i departementet Landes i regionen Nouvelle-Aquitaine i sydvästra Frankrike. Kommunen ligger i kantonen Castets som tillhör arrondissementet Dax. År 2022 hade Uza 188 invånare.

## Befolkningsutveckling
Antalet invånare i kommunen Uza
Referens:INSEE